# 皇明贡举考
《皇明贡举考》，是由明朝南京鸿胪寺卿张朝瑞撰写的一部名录，该书共九卷。

## 概述
皇明贡举考专门记载、考证明朝科举制度及各科明朝进士名录，“首为场屋事例一卷，于沿革之故言之颇详，附以《贡举纪略》不入卷数”；2卷以下则逐科记载乡、会、殿试资料，起自洪武三年庚戌科，到万历十一年癸未科；每科会、殿试之前，必载先一年各直省乡试解元姓名及其籍贯、本经和是否考中进士等信息；并载次年会试科次、主考官、三场考题、应试人数、取中人数、刻程文篇数，以及五经魁各自姓名、籍贯和本经等信息；再载殿试日期、皇帝御殿钦试、制策、应试人数、钦定一甲、状元小传、庶吉士人数等信息，“有名臣硕儒足传于后者”也皆附注于此，继而胪列一、二、三甲进士名录，但只载每位进士的所属甲次、姓名和户籍地，而无对其身份、三代出身、本经和户籍迁徙情况的记载。
《四库全书总目》认为该书“考据颇为详核，惟《贡举纪略》载状元年老、年少之类，类乎说部，于体例为未安”。现通行《续修四库全书》和《四库全书存目丛书》影印本。